# Saint-Mesmin (Aube)
 Saint-Mesmin  es una población y comuna francesa, en la región de Champaña-Ardenas, departamento de Aube, en el distrito de Nogent-sur-Seine y cantón de Méry-sur-Seine.

## Demografía
| 699 | 679 | 655 | 919 | 924 | 839 |
| Para los censos de 1962 a 1999 la población legal corresponde a la población sin duplicidades (Fuente: INSEE [Consultar]) |     |     |     |     |     |